# Mooreobdella tetragon
Mooreobdella tetragon är en ringmaskart som beskrevs av Sawyer och Shelley 1976. Mooreobdella tetragon ingår i släktet Mooreobdella och familjen hundiglar. Inga underarter finns listade i Catalogue of Life.